# 马卡尔巴
马卡尔巴（Makarba），是印度古吉拉特邦Ahmadabad县的一个城镇。总人口18090（2001年）。

## 人口
该地2001年总人口18090人，其中男性9651人，女性8439人；0—6岁人口2881人，其中男1537人，女1344人；识字率60.24%，其中男性为68.68%，女性为50.60%。